# Segunda División B de España 1996-97
La temporada 1996–97 de la Segunda División B de España de fútbol corresponde a la 20.ª edición del campeonato y se disputó entre el 31 de agosto de 1996 y el 18 de mayo de 1997 en su fase regular. Posteriormente se disputó la promoción de ascenso entre el 25 de mayo y el 29 de junio.

## Sistema de competición
Participan ochenta clubes de toda la geografía española, encuadrados en cuatro grupos de veinte equipos según proximidad geográfica. Se enfrentan en cada grupo todos contra todos en dos ocasiones -una en campo propio y otra en campo contrario- durante un total de 38 jornadas. El orden de los encuentros se decide por sorteo antes de empezar la competición. La Real Federación Española de Fútbol es la responsable de designar a los árbitros de cada encuentro.
El ganador de un partido obtiene tres puntos, el perdedor no suma puntos, y en caso de un empate hay un punto para cada equipo. Al término del campeonato, el equipo que acumula más puntos en cada grupo se proclama campeón de Segunda División B y juega la promoción de ascenso; junto con los segundos, terceros y cuartos clasificados de cada grupo para ascender a Segunda División. Esta promoción tiene formato de liguilla con cuatro grupos en los que se emparejan equipos de distintos grupos y que hayan quedado en posiciones distintas.
Los cuatro últimos equipos clasificados de cada grupo descienden a Tercera División. Los decimosextos clasificados juegan la promoción por la permanencia que se disputa por eliminación directa a doble partido y los emparejamientos se determinan por sorteo. Los dos equipos derrotados se enfrentan en otra eliminatoria a doble partido en la que el perdedor pierde la categoría.

## Nota
Hoy en día hay clubes que su nombre han derivado a idiomas como catalán-valenciano-balear, euskera o gallego; pero para reflejar la realidad de la época, los nombres de los equipos aparecen tal y como se inscribieron para competir en esta temporada.

## Equipos de la temporada 1996/97
| Datos de ascensos y descensos |
| --- |
| Atlético Marbella, Athletic Club "B" y Getafe CF descienden de Segunda División A. El Sestao SC también descendió pero desapareció por motivos económicos. Atlético de Madrid "B", UD Las Palmas, Levante UD y CD Orense ascienden a Segunda División A. CD Alcoyano, Amurrio Club, FC Barcelona "C", SD Cultural Durango, CD Endesa Andorra, CD Leganés "B", Lorca CF, CD Mármol Macael, CD Móstoles, Novelda CF, Ontinyent CF, CF Palencia, UD San Sebastián de los Reyes, DAV Santa Ana, CD Tenerife "B", CD Tudelano y CD Utrera descienden a Tercera División. CP Cacereño, CD Carabanchel, R.C. Celta de Vigo "B", CF Gandía, SD Gernika, Gimnástica de Torrelavega, Guadix CF, CF Llíria, CD Manchego, Club Marino de Luanco, AD Mar Menor, Real Murcia CF, Real Oviedo "B", Polideportivo Ejido, UD Realejos, Zalla UC y Real Zaragoza "B" ascienden a Segunda División B. También asciende el Zamudio SD que ocupa la plaza del Sestao SC. |

### Grupo I
En este grupo se encuentran los equipos de: Galicia (6), Asturias (5), Comunidad de Madrid (6), Islas Baleares (1) y Castilla-La Mancha (2).
| - R.C. Celta de Vigo "B" - RC Deportivo de La Coruña "B" - CD Endesa As Pontes - CD Lugo - Pontevedra CF - Racing de Ferrol - Real Avilés Industrial - Club Marino de Luanco - UP Langreo - Real Oviedo "B" |  | - Real Sporting de Gijón "B" - Aranjuez CF - CD Carabanchel - CF Fuenlabrada - Getafe CF - CD Colonia Moscardó - Real Madrid CF "C" - RCD Mallorca "B" - CD Manchego - Talavera CF |

### Grupo II
En este grupo se encuentran los equipos de: Cantabria (1), País Vasco (11), Castilla y León (3), Navarra (2), La Rioja (1) y Aragón (2).
| - Gimnástica de Torrelavega - CD Aurrerá de Vitoria - Barakaldo CF - SD Beasáin - Club Bermeo - Athletic Club "B" - SD Gernika - SD Lemona - Real Sociedad de Fútbol "B" - Real Unión Club |  | - Zalla UC - Zamudio SD - Cultural Leonesa - CD Numancia - Real Valladolid CF "B" - CD Izarra - Club Atlético Osasuna "B" - CD Logroñés "B" - SD Huesca - Real Zaragoza "B" |

### Grupo III
En este grupo se encuentran los equipos de: Cataluña (10), Comunidad Valenciana (6), Región de Murcia (3) y del Principado de Andorra (1).
| - RCD Espanyol "B" - UE Figueres - CF Gavà - Gimnàstic de Tarragona - UDA Gramenet - CD Hospitalet - AEC Manlleu - CE Sabadell FC - UE Sant Andreu - Terrassa FC |  | - Benidorm CD - CD Castellón - Elche CF - CF Gandía - CF Llíria - Valencia CF "B" - AD Mar Menor - Real Murcia CF - Yeclano CF - FC Andorra |

### Grupo IV
En este grupo se encuentran los equipos de: Andalucía (15), Canarias (3), Extremadura (1) y la ciudad autónoma de Melilla (1).
| - Real Betis "B" - Cádiz CF - Córdoba CF - Granada CF - Guadix CF - Real Jaén CF - Málaga CF - Club Atlético Marbella - Polideportivo Almería - Polideportivo Ejido |  | - Recreativo de Huelva - UD San Pedro - Sevilla FC "B" - Vélez CF - Xerez CD - UD Gáldar - CD Mensajero - UD Realejos - CP Cacereño - UD Melilla |

## Resultados y clasificaciones

### Grupo I

#### Clasificación
| Pos. | Equipo                           | Pts. | PJ | G  | E  | P  | GF | GC | Dif. | Clasificación                     |
| ---- | -------------------------------- | ---- | -- | -- | -- | -- | -- | -- | ---- | --------------------------------- |
| 1    | Sporting de Gijón "B"            | 68   | 38 | 20 | 8  | 10 | 57 | 40 | +17  | Acceso a Promoción de ascenso     |
| 2    | Talavera C. F.                   | 67   | 38 | 19 | 10 | 9  | 54 | 35 | +19  | Acceso a Promoción de ascenso     |
| 3    | C. D. Manchego                   | 66   | 38 | 18 | 12 | 8  | 52 | 36 | +16  | Acceso a Promoción de ascenso     |
| 4    | R. C. Deportivo de La Coruña "B" | 66   | 38 | 19 | 9  | 10 | 60 | 43 | +17  | Acceso a Promoción de ascenso     |
| 5    | C. D. Lugo                       | 64   | 38 | 18 | 10 | 10 | 71 | 34 | +37  |                                   |
| 6    | C. F. Fuenlabrada                | 64   | 38 | 18 | 10 | 10 | 47 | 32 | +15  |                                   |
| 7    | Racing de Ferrol                 | 56   | 38 | 15 | 11 | 12 | 48 | 41 | +7   |                                   |
| 8    | C. D. Carabanchel                | 56   | 38 | 15 | 11 | 12 | 40 | 43 | −3   |                                   |
| 9    | Pontevedra C. F.                 | 54   | 38 | 16 | 6  | 16 | 49 | 48 | +1   |                                   |
| 10   | Real Avilés Industrial           | 50   | 38 | 14 | 8  | 16 | 57 | 58 | −1   |                                   |
| 11   | R. C. D. Mallorca "B"            | 48   | 38 | 14 | 6  | 18 | 52 | 59 | −7   |                                   |
| 12   | Real Oviedo "B"                  | 48   | 38 | 13 | 9  | 16 | 51 | 45 | +6   |                                   |
| 13   | Real Madrid C. F. "C" (D)        | 48   | 38 | 14 | 6  | 18 | 48 | 60 | −12  | Descenso a Tercera División       |
| 14   | U. P. Langreo                    | 48   | 38 | 12 | 12 | 14 | 43 | 57 | −14  |                                   |
| 15   | C. D. Endesa As Pontes           | 46   | 38 | 12 | 10 | 16 | 39 | 52 | −13  |                                   |
| 16   | Getafe C. F.                     | 45   | 38 | 12 | 9  | 17 | 44 | 54 | −10  | Acceso a Promoción de permanencia |
| 17   | Aranjuez C. F. (D)               | 45   | 38 | 12 | 9  | 17 | 42 | 55 | −13  | Descenso a Tercera División       |
| 18   | C. D. Colonia Moscardó (D)       | 45   | 38 | 12 | 9  | 17 | 48 | 64 | −16  | Descenso a Tercera División       |
| 19   | R. C. Celta de Vigo "B" (D)      | 37   | 38 | 8  | 13 | 17 | 36 | 51 | −15  | Descenso a Tercera División       |
| 20   | C. Marino de Luanco (D)          | 23   | 38 | 3  | 14 | 21 | 19 | 50 | −31  | Descenso a Tercera División       |

 Fuente: BDFutbol
Criterios de clasificación: Puntos · Enfrentamientos directos · Diferencia de goles · Goles a favor · Play-off
Notas:
1. ↑  El Real Madrid C. F. "C" fue relegado automáticamente a Tercera División tras el descenso del Real Madrid C. F. "B" a Segunda B.[1]

#### Resultados
| Local \ Visitante                | ARA | AVI | CAR | CEL | DEP | END | FUE | GET | LAN | LUG | MAL | MAN | MAR | MOS | OVI | PON | RFE | RMA | SPO | TAL |
| -------------------------------- | --- | --- | --- | --- | --- | --- | --- | --- | --- | --- | --- | --- | --- | --- | --- | --- | --- | --- | --- | --- |
| Aranjuez C. F.                   | —   | 1–1 | 0–0 | 1–0 | 0–1 | 1–1 | 3–1 | 0–4 | 1–0 | 0–3 | 2–0 | 1–0 | 3–0 | 4–0 | 2–1 | 1–1 | 2–2 | 1–0 | 0–1 | 1–2 |
| Real Avilés Industrial           | 1–1 | —   | 1–2 | 3–0 | 4–1 | 7–1 | 2–0 | 2–3 | 2–0 | 1–1 | 1–0 | 1–0 | 2–2 | 2–1 | 0–2 | 1–0 | 0–1 | 2–1 | 1–1 | 1–2 |
| C. D. Carabanchel                | 0–0 | 4–0 | —   | 2–1 | 3–0 | 1–0 | 0–0 | 2–1 | 2–2 | 0–0 | 2–1 | 1–2 | 2–0 | 0–0 | 0–2 | 0–1 | 1–1 | 0–1 | 1–5 | 0–2 |
| R. C. Celta de Vigo "B"          | 0–3 | 3–0 | 1–1 | —   | 1–2 | 2–0 | 1–1 | 1–1 | 1–0 | 2–2 | 0–3 | 1–0 | 0–0 | 2–0 | 0–1 | 0–3 | 0–2 | 1–0 | 0–0 | 4–3 |
| R. C. Deportivo de La Coruña "B" | 3–2 | 5–2 | 2–1 | 2–2 | —   | 3–0 | 4–0 | 1–1 | 3–3 | 0–0 | 2–1 | 1–1 | 2–0 | 5–0 | 2–1 | 2–1 | 0–0 | 4–1 | 1–2 | 3–1 |
| C. D. Endesa As Pontes           | 2–1 | 0–2 | 1–2 | 0–0 | 0–0 | —   | 1–1 | 2–0 | 1–2 | 2–1 | 4–1 | 2–2 | 1–1 | 0–0 | 1–1 | 2–0 | 0–0 | 3–0 | 0–3 | 0–2 |
| C. F. Fuenlabrada                | 2–0 | 2–0 | 1–0 | 1–0 | 2–3 | 5–0 | —   | 2–0 | 0–0 | 0–1 | 3–1 | 0–0 | 2–1 | 0–2 | 0–0 | 3–2 | 1–0 | 3–0 | 1–0 | 1–2 |
| Getafe C. F.                     | 4–2 | 2–3 | 0–1 | 0–1 | 1–0 | 3–0 | 0–1 | —   | 1–0 | 0–3 | 1–1 | 1–2 | 0–0 | 1–0 | 2–1 | 2–3 | 2–2 | 0–1 | 2–1 | 0–3 |
| U. P. Langreo                    | 2–1 | 1–1 | 2–0 | 2–2 | 1–1 | 0–1 | 1–0 | 1–0 | —   | 3–2 | 0–1 | 0–0 | 1–1 | 1–1 | 1–1 | 2–2 | 0–2 | 1–2 | 4–2 | 2–0 |
| C. D. Lugo                       | 4–1 | 4–1 | 6–1 | 1–1 | 1–0 | 2–1 | 0–0 | 5–1 | 5–0 | —   | 2–0 | 3–1 | 1–0 | 5–0 | 2–1 | 0–1 | 4–0 | 2–2 | 2–1 | 1–1 |
| R. C. D. Mallorca "B"            | 0–0 | 2–0 | 1–1 | 4–2 | 3–1 | 2–3 | 0–1 | 0–2 | 4–2 | 1–0 | —   | 3–2 | 3–0 | 2–1 | 0–2 | 2–1 | 3–4 | 1–0 | 1–2 | 0–1 |
| C. D. Manchego                   | 5–0 | 4–3 | 0–1 | 1–0 | 1–0 | 1–0 | 1–1 | 1–1 | 3–0 | 3–2 | 3–1 | —   | 1–0 | 4–1 | 1–0 | 1–0 | 2–1 | 1–0 | 0–0 | 0–0 |
| C. Marino de Luanco              | 0–1 | 1–4 | 0–1 | 1–0 | 2–1 | 0–0 | 0–0 | 0–0 | 1–2 | 0–0 | 0–0 | 1–1 | —   | 1–3 | 1–2 | 0–0 | 0–1 | 0–2 | 2–0 | 0–0 |
| C. D. Colonia Moscardó           | 0–0 | 2–1 | 1–2 | 2–2 | 2–2 | 0–3 | 2–3 | 1–3 | 4–1 | 1–0 | 4–2 | 0–1 | 2–1 | —   | 2–1 | 2–1 | 2–1 | 2–2 | 5–0 | 1–1 |
| Real Oviedo "B"                  | 3–0 | 1–2 | 3–0 | 1–1 | 1–0 | 1–2 | 0–2 | 4–1 | 1–0 | 2–1 | 1–1 | 2–4 | 3–0 | 0–0 | —   | 2–3 | 1–1 | 3–0 | 0–1 | 1–1 |
| Pontevedra C. F.                 | 1–3 | 1–0 | 1–2 | 0–0 | 0–1 | 1–2 | 1–1 | 2–0 | 0–1 | 0–3 | 0–2 | 2–1 | 3–1 | 1–0 | 1–0 | —   | 1–3 | 1–1 | 3–2 | 2–0 |
| Racing de Ferrol                 | 2–0 | 1–0 | 0–0 | 1–0 | 0–1 | 2–1 | 2–1 | 1–1 | 0–1 | 1–0 | 0–0 | 0–0 | 1–1 | 1–2 | 5–2 | 1–2 | —   | 3–4 | 0–1 | 4–2 |
| Real Madrid C. F. "C"            | 5–2 | 2–0 | 1–1 | 2–1 | 2–0 | 1–0 | 0–4 | 0–2 | 2–3 | 1–0 | 2–3 | 1–1 | 2–0 | 5–1 | 2–1 | 1–5 | 0–1 | —   | 1–2 | 0–0 |
| Sporting de Gijón "B"            | 2–1 | 2–2 | 1–2 | 3–2 | 0–1 | 0–2 | 2–0 | 0–0 | 1–1 | 3–1 | 4–1 | 5–1 | 1–0 | 1–0 | 1–1 | 2–0 | 1–0 | 3–1 | —   | 1–0 |
| Talavera C. F.                   | 1–0 | 1–1 | 2–1 | 2–1 | 0–1 | 1–0 | 0–1 | 4–1 | 5–0 | 1–1 | 3–1 | 0–0 | 2–1 | 2–1 | 2–1 | 1–2 | 2–1 | 2–0 | 0–0 | —   |

### Grupo II

#### Clasificación
| Pos. | Equipo                    | Pts. | PJ | G  | E  | P  | GF | GC | Dif. | Clasificación                     |
| ---- | ------------------------- | ---- | -- | -- | -- | -- | -- | -- | ---- | --------------------------------- |
| 1    | C. D. Aurrera de Vitoria  | 77   | 38 | 23 | 8  | 7  | 51 | 24 | +27  | Acceso a Promoción de ascenso     |
| 2    | C. D. Numancia (A)        | 75   | 38 | 22 | 9  | 7  | 64 | 25 | +39  | Acceso a Promoción de ascenso     |
| 3    | Barakaldo C. F.           | 66   | 38 | 19 | 9  | 10 | 49 | 31 | +18  | Acceso a Promoción de ascenso     |
| 4    | S. D. Lemona              | 61   | 38 | 18 | 7  | 13 | 41 | 33 | +8   | Acceso a Promoción de ascenso     |
| 5    | Real Valladolid C. F. "B" | 61   | 38 | 17 | 10 | 11 | 40 | 32 | +8   |                                   |
| 6    | C. D. Izarra              | 57   | 38 | 15 | 12 | 11 | 38 | 34 | +4   |                                   |
| 7    | S. D. Beasain             | 56   | 38 | 15 | 11 | 12 | 44 | 39 | +5   |                                   |
| 8    | Cultural Leonesa          | 56   | 38 | 15 | 11 | 12 | 43 | 49 | −6   |                                   |
| 9    | S. D. Gernika             | 55   | 38 | 14 | 13 | 11 | 33 | 29 | +4   |                                   |
| 10   | Gimnástica de Torrelavega | 50   | 38 | 13 | 11 | 14 | 35 | 37 | −2   |                                   |
| 11   | Real Unión Club           | 50   | 38 | 12 | 14 | 12 | 50 | 46 | +4   |                                   |
| 12   | Athletic Club "B"         | 49   | 38 | 13 | 10 | 15 | 46 | 39 | +7   |                                   |
| 13   | Club Bermeo               | 47   | 38 | 12 | 11 | 15 | 45 | 47 | −2   |                                   |
| 14   | C. A. Osasuna "B"         | 46   | 38 | 12 | 10 | 16 | 40 | 42 | −2   |                                   |
| 15   | Real Zaragoza "B"         | 46   | 38 | 13 | 7  | 18 | 41 | 42 | −1   |                                   |
| 16   | S. D. Huesca (D)          | 46   | 38 | 13 | 7  | 18 | 30 | 53 | −23  | Acceso a Promoción de permanencia |
| 17   | Real Sociedad "B" (D)     | 44   | 38 | 13 | 5  | 20 | 37 | 50 | −13  | Descenso a Tercera División       |
| 18   | Zamudio S. D. (D)         | 40   | 38 | 10 | 10 | 18 | 47 | 67 | −20  | Descenso a Tercera División       |
| 19   | Zalla U. C. (D)           | 36   | 38 | 8  | 12 | 18 | 31 | 43 | −12  | Descenso a Tercera División       |
| 20   | C. D. Logroñés "B" (D)    | 24   | 38 | 5  | 9  | 24 | 29 | 72 | −43  | Descenso a Tercera División       |

 Fuente: BDFutbol
Criterios de clasificación: Puntos · Enfrentamientos directos · Diferencia de goles · Goles a favor · Play-off

#### Resultados
| Local \ Visitante         | ATH | AUR | BAR | BEA | BER | CUL | GER | GIM | HUE | IZA | LEM | LOG | NUM | OSA | RSO | RUN | VLD | ZAL | ZAM | ZAR |
| ------------------------- | --- | --- | --- | --- | --- | --- | --- | --- | --- | --- | --- | --- | --- | --- | --- | --- | --- | --- | --- | --- |
| Athletic Club "B"         | —   | 0–2 | 0–1 | 1–1 | 4–0 | 4–0 | 4–1 | 0–0 | 1–1 | 0–1 | 1–1 | 4–1 | 1–2 | 1–0 | 2–0 | 1–0 | 1–1 | 2–1 | 2–1 | 1–1 |
| C. D. Aurrera de Vitoria  | 3–0 | —   | 2–1 | 3–1 | 1–0 | 0–0 | 0–0 | 1–0 | 1–0 | 1–2 | 2–0 | 1–1 | 0–1 | 1–0 | 1–0 | 2–1 | 2–1 | 1–1 | 4–0 | 2–1 |
| Barakaldo C. F.           | 1–0 | 1–1 | —   | 1–0 | 1–1 | 2–1 | 1–1 | 3–0 | 3–0 | 3–0 | 1–1 | 2–0 | 2–1 | 1–0 | 2–1 | 4–1 | 0–1 | 1–0 | 0–0 | 2–0 |
| S. D. Beasain             | 1–1 | 1–1 | 1–0 | —   | 0–0 | 2–0 | 2–0 | 0–0 | 2–0 | 0–0 | 0–1 | 1–0 | 0–1 | 2–1 | 1–2 | 0–0 | 3–1 | 1–0 | 0–2 | 3–0 |
| Club Bermeo               | 2–0 | 0–1 | 1–0 | 0–3 | —   | 1–2 | 3–3 | 2–4 | 3–1 | 1–1 | 1–0 | 5–1 | 1–1 | 0–1 | 1–1 | 4–0 | 0–0 | 2–1 | 1–2 | 2–1 |
| Cultural Leonesa          | 1–2 | 2–2 | 0–3 | 0–0 | 1–0 | —   | 1–0 | 1–0 | 2–1 | 3–0 | 0–1 | 0–0 | 0–0 | 4–2 | 2–1 | 2–2 | 2–1 | 3–1 | 2–0 | 1–0 |
| S. D. Gernika             | 1–0 | 1–0 | 0–0 | 2–0 | 1–1 | 1–2 | —   | 1–0 | 1–0 | 1–0 | 0–0 | 0–0 | 0–0 | 1–0 | 1–2 | 1–1 | 0–0 | 2–0 | 1–0 | 1–0 |
| Gimnástica de Torrelavega | 2–0 | 1–2 | 0–1 | 1–1 | 1–1 | 1–1 | 1–0 | —   | 3–1 | 1–0 | 1–2 | 3–0 | 1–0 | 1–2 | 1–0 | 3–2 | 0–2 | 1–0 | 0–5 | 0–0 |
| S. D. Huesca              | 1–0 | 2–0 | 1–0 | 0–6 | 1–0 | 2–1 | 1–0 | 1–1 | —   | 1–0 | 0–3 | 3–1 | 2–2 | 1–0 | 0–2 | 0–1 | 0–0 | 1–1 | 2–1 | 1–2 |
| C. D. Izarra              | 1–0 | 1–0 | 0–0 | 1–1 | 0–0 | 1–0 | 0–0 | 1–1 | 1–0 | —   | 3–0 | 1–0 | 1–0 | 2–1 | 2–0 | 2–1 | 3–0 | 2–0 | 4–1 | 1–2 |
| S. D. Lemona              | 3–1 | 0–1 | 3–1 | 6–1 | 2–1 | 0–0 | 0–1 | 0–1 | 0–1 | 0–0 | —   | 2–1 | 1–0 | 0–1 | 2–2 | 1–0 | 2–0 | 0–0 | 2–1 | 1–0 |
| C. D. Logroñés "B"        | 0–2 | 1–5 | 1–3 | 0–3 | 1–3 | 2–3 | 0–1 | 2–0 | 2–0 | 2–1 | 0–1 | —   | 1–2 | 1–1 | 2–0 | 1–1 | 0–4 | 2–0 | 1–1 | 1–2 |
| C. D. Numancia            | 1–0 | 0–1 | 1–1 | 1–0 | 5–2 | 5–0 | 1–4 | 1–0 | 3–0 | 3–0 | 2–0 | 5–0 | —   | 0–0 | 4–2 | 5–1 | 1–1 | 3–1 | 4–0 | 1–0 |
| C. A. Osasuna "B"         | 1–1 | 1–1 | 1–0 | 1–1 | 0–3 | 1–1 | 1–1 | 0–1 | 2–0 | 1–1 | 1–0 | 3–0 | 0–1 | —   | 2–1 | 1–1 | 1–2 | 0–1 | 3–1 | 3–0 |
| Real Sociedad "B"         | 0–3 | 0–1 | 0–2 | 0–2 | 2–0 | 0–1 | 1–0 | 1–0 | 1–2 | 3–2 | 1–3 | 3–1 | 0–2 | 2–1 | —   | 1–1 | 0–1 | 1–0 | 1–1 | 0–0 |
| Real Unión Club           | 3–1 | 0–1 | 3–1 | 4–0 | 1–0 | 3–2 | 1–1 | 0–1 | 1–1 | 2–0 | 3–0 | 0–0 | 0–0 | 4–2 | 0–2 | —   | 3–0 | 2–0 | 3–0 | 0–0 |
| Real Valladolid C. F. "B" | 1–1 | 1–0 | 0–1 | 0–1 | 2–0 | 3–0 | 1–0 | 0–0 | 0–2 | 0–0 | 0–2 | 1–0 | 1–1 | 2–1 | 2–0 | 3–1 | —   | 2–1 | 2–0 | 2–0 |
| Zalla U. C.               | 1–1 | 1–0 | 3–0 | 2–3 | 0–0 | 0–0 | 1–0 | 3–2 | 0–0 | 1–1 | 3–0 | 1–1 | 1–0 | 0–1 | 1–0 | 1–1 | 0–1 | —   | 1–1 | 1–1 |
| Zamudio S. D.             | 0–3 | 1–3 | 1–4 | 2–0 | 0–1 | 4–1 | 2–1 | 1–1 | 3–0 | 2–2 | 1–0 | 2–2 | 0–3 | 2–2 | 1–2 | 2–2 | 0–0 | 3–2 | —   | 1–4 |
| Real Zaragoza "B"         | 1–0 | 0–1 | 4–2 | 4–0 | 1–2 | 1–1 | 2–3 | 2–1 | 3–0 | 2–0 | 0–1 | 2–0 | 0–1 | 0–1 | 0–2 | 0–0 | 3–1 | 1–0 | 1–2 | —   |

### Grupo III

#### Clasificación
| Pos. | Equipo                 | Pts. | PJ | G  | E  | P  | GF | GC | Dif. | Clasificación                     |
| ---- | ---------------------- | ---- | -- | -- | -- | -- | -- | -- | ---- | --------------------------------- |
| 1    | Gimnàstic de Tarragona | 75   | 38 | 21 | 12 | 5  | 52 | 27 | +25  | Acceso a Promoción de ascenso     |
| 2    | Elche C. F. (A)        | 69   | 38 | 20 | 9  | 9  | 54 | 38 | +16  | Acceso a Promoción de ascenso     |
| 3    | U. D. A. Gramenet      | 66   | 38 | 18 | 12 | 8  | 40 | 31 | +9   | Acceso a Promoción de ascenso     |
| 4    | U. E. Figueres         | 63   | 38 | 18 | 9  | 11 | 57 | 35 | +22  | Acceso a Promoción de ascenso     |
| 5    | Terrassa F. C.         | 63   | 38 | 17 | 12 | 9  | 59 | 41 | +18  |                                   |
| 6    | F. C. Andorra          | 58   | 38 | 15 | 13 | 10 | 42 | 33 | +9   |                                   |
| 7    | C. D. Hospitalet       | 58   | 38 | 16 | 10 | 12 | 56 | 41 | +15  |                                   |
| 8    | R. C. D. Espanyol "B"  | 57   | 38 | 15 | 12 | 11 | 52 | 34 | +18  |                                   |
| 9    | C. D. Castellón        | 54   | 38 | 16 | 6  | 16 | 45 | 41 | +4   |                                   |
| 10   | Yeclano C. F.          | 54   | 38 | 13 | 15 | 10 | 39 | 32 | +7   |                                   |
| 11   | C. E. Sabadell F. C.   | 53   | 38 | 14 | 11 | 13 | 56 | 55 | +1   |                                   |
| 12   | C. F. Gavà             | 52   | 38 | 14 | 10 | 14 | 54 | 54 | 0    |                                   |
| 13   | Real Murcia C. F.      | 51   | 38 | 14 | 9  | 15 | 42 | 37 | +5   |                                   |
| 14   | Valencia C. F. "B"     | 48   | 38 | 13 | 9  | 16 | 42 | 48 | −6   |                                   |
| 15   | C. F. Gandía           | 46   | 38 | 11 | 13 | 14 | 47 | 39 | +8   |                                   |
| 16   | A. D. Mar Menor        | 43   | 38 | 9  | 16 | 13 | 40 | 53 | −13  | Acceso a Promoción de permanencia |
| 17   | A. E. C. Manlleu (D)   | 39   | 38 | 11 | 6  | 21 | 40 | 57 | −17  | Descenso a Tercera División       |
| 18   | Benidorm C. D. (D)     | 36   | 38 | 8  | 12 | 18 | 30 | 53 | −23  | Descenso a Tercera División       |
| 19   | U. E. Sant Andreu (D)  | 33   | 38 | 7  | 12 | 19 | 30 | 43 | −13  | Descenso a Tercera División       |
| 20   | C. F. Llíria (D)       | 14   | 38 | 2  | 8  | 28 | 18 | 87 | −69  | Descenso a Tercera División       |

 Fuente: BDFutbol
Criterios de clasificación: Puntos · Enfrentamientos directos · Diferencia de goles · Goles a favor · Play-off

#### Resultados
| Local \ Visitante      | AND | BEN | CAS | ELC | ESP | FIG | GAN | GAV | GIM | GRA | HOS | LLI | MAN | MAR | MUR | SAB | SAD | TER | VAL | YEC |
| ---------------------- | --- | --- | --- | --- | --- | --- | --- | --- | --- | --- | --- | --- | --- | --- | --- | --- | --- | --- | --- | --- |
| F. C. Andorra          | —   | 0–0 | 1–0 | 0–1 | 0–0 | 1–1 | 0–0 | 4–0 | 3–2 | 0–0 | 2–0 | 2–0 | 1–0 | 0–1 | 3–2 | 1–0 | 2–1 | 3–0 | 3–0 | 0–3 |
| Benidorm C. D.         | 0–0 | —   | 0–2 | 0–0 | 1–0 | 0–1 | 2–1 | 1–1 | 1–2 | 0–1 | 0–1 | 4–1 | 3–2 | 0–0 | 0–0 | 1–0 | 2–0 | 0–0 | 2–2 | 0–0 |
| C. D. Castellón        | 1–1 | 0–2 | —   | 0–1 | 2–1 | 2–1 | 0–2 | 1–3 | 2–0 | 3–0 | 0–0 | 2–0 | 1–0 | 2–0 | 1–2 | 6–2 | 1–0 | 3–1 | 0–1 | 2–0 |
| Elche C. F.            | 0–0 | 4–2 | 2–0 | —   | 2–1 | 1–0 | 1–0 | 1–1 | 2–2 | 2–1 | 0–3 | 3–0 | 1–2 | 4–1 | 1–0 | 3–2 | 3–1 | 2–2 | 2–0 | 2–0 |
| R. C. D. Espanyol "B"  | 3–0 | 2–0 | 0–1 | 0–0 | —   | 1–1 | 5–0 | 4–0 | 0–1 | 0–0 | 1–0 | 2–1 | 0–2 | 4–0 | 2–1 | 1–1 | 1–1 | 0–2 | 3–1 | 0–0 |
| U. E. Figueres         | 3–1 | 2–0 | 4–0 | 1–0 | 2–2 | —   | 4–1 | 1–0 | 0–2 | 0–1 | 3–0 | 4–0 | 5–0 | 2–3 | 1–2 | 1–0 | 1–0 | 3–1 | 0–0 | 1–1 |
| C. F. Gandía           | 2–2 | 2–0 | 3–1 | 1–0 | 0–1 | 2–0 | —   | 2–1 | 0–0 | 2–2 | 2–1 | 1–0 | 3–1 | 1–1 | 0–1 | 0–3 | 2–1 | 1–1 | 0–2 | 0–0 |
| C. F. Gavà             | 1–2 | 3–1 | 1–1 | 2–3 | 3–2 | 0–0 | 1–1 | —   | 2–3 | 0–1 | 3–2 | 4–1 | 3–2 | 1–0 | 2–0 | 1–1 | 1–1 | 0–1 | 0–2 | 2–0 |
| Gimnàstic de Tarragona | 1–0 | 3–0 | 1–0 | 2–0 | 1–1 | 0–0 | 1–0 | 2–0 | —   | 1–1 | 1–0 | 5–1 | 1–2 | 2–0 | 1–1 | 1–0 | 1–0 | 0–0 | 0–0 | 1–1 |
| U. D. A. Gramenet      | 0–1 | 0–0 | 2–1 | 1–0 | 1–0 | 2–1 | 3–1 | 2–1 | 0–0 | —   | 0–0 | 4–0 | 2–1 | 2–1 | 2–1 | 1–1 | 1–0 | 2–3 | 0–0 | 0–0 |
| C. D. Hospitalet       | 1–0 | 3–2 | 0–0 | 4–1 | 0–1 | 3–1 | 2–1 | 3–1 | 0–2 | 0–0 | —   | 6–1 | 3–0 | 3–3 | 2–3 | 1–1 | 1–1 | 2–0 | 1–0 | 0–0 |
| C. F. Llíria           | 1–3 | 3–0 | 0–2 | 0–0 | 0–3 | 0–2 | 0–0 | 0–4 | 0–2 | 0–2 | 1–3 | —   | 2–2 | 0–1 | 0–2 | 2–2 | 0–0 | 1–0 | 0–1 | 1–1 |
| A. E. C. Manlleu       | 1–0 | 0–1 | 0–3 | 0–1 | 2–3 | 0–2 | 0–0 | 0–1 | 0–0 | 1–0 | 2–1 | 3–1 | —   | 2–1 | 2–1 | 0–1 | 3–1 | 2–0 | 2–2 | 0–1 |
| A. D. Mar Menor        | 0–0 | 1–1 | 2–0 | 1–1 | 2–2 | 0–0 | 2–1 | 2–2 | 1–1 | 3–0 | 2–2 | 0–0 | 3–1 | —   | 1–3 | 1–1 | 1–0 | 1–1 | 1–2 | 0–1 |
| Real Murcia C. F.      | 3–0 | 1–0 | 0–0 | 1–2 | 0–0 | 3–0 | 0–0 | 0–2 | 1–3 | 0–1 | 0–0 | 2–0 | 1–1 | 3–0 | —   | 1–1 | 1–0 | 0–1 | 2–0 | 1–0 |
| C. E. Sabadell F. C.   | 0–2 | 2–1 | 3–1 | 1–2 | 2–1 | 1–4 | 0–2 | 1–2 | 1–3 | 2–0 | 0–4 | 3–0 | 3–2 | 4–1 | 2–1 | —   | 0–0 | 4–3 | 2–0 | 1–1 |
| U. E. Sant Andreu      | 1–1 | 3–0 | 2–3 | 2–1 | 1–2 | 0–1 | 0–0 | 1–1 | 1–2 | 0–1 | 0–1 | 1–1 | 1–0 | 0–0 | 2–1 | 0–0 | —   | 2–0 | 3–2 | 0–3 |
| Terrassa F. C.         | 1–1 | 4–1 | 2–1 | 1–1 | 2–1 | 1–1 | 5–0 | 3–0 | 3–0 | 2–2 | 1–0 | 4–0 | 1–0 | 3–1 | 1–1 | 3–4 | 1–1 | —   | 1–0 | 3–0 |
| Valencia C. F. "B"     | 1–1 | 4–0 | 0–0 | 1–3 | 1–2 | 3–1 | 1–1 | 1–3 | 3–1 | 3–1 | 4–1 | 4–0 | 1–0 | 0–0 | 2–0 | 1–4 | 0–2 | 0–1 | —   | 1–4 |
| Yeclano C. F.          | 2–1 | 2–2 | 1–0 | 2–1 | 0–0 | 1–2 | 4–2 | 1–1 | 0–1 | 0–1 | 1–2 | 3–0 | 2–2 | 2–1 | 1–0 | 0–0 | 1–0 | 0–0 | 0–1 | —   |

### Grupo IV

#### Clasificación
| Pos. | Equipo                     | Pts. | PJ | G  | E  | P  | GF | GC | Dif. | Clasificación                     |
| ---- | -------------------------- | ---- | -- | -- | -- | -- | -- | -- | ---- | --------------------------------- |
| 1    | Córdoba C. F.              | 71   | 38 | 22 | 5  | 11 | 61 | 38 | +23  | Acceso a Promoción de ascenso     |
| 2    | Xerez C. D. (A)            | 67   | 38 | 19 | 10 | 9  | 54 | 36 | +18  | Acceso a Promoción de ascenso     |
| 3    | Real Jaén C. F. (A)        | 66   | 38 | 18 | 12 | 8  | 47 | 27 | +20  | Acceso a Promoción de ascenso     |
| 4    | R. C. Recreativo de Huelva | 63   | 38 | 17 | 12 | 9  | 47 | 32 | +15  | Acceso a Promoción de ascenso     |
| 5    | Málaga C. F.               | 60   | 38 | 15 | 15 | 8  | 42 | 27 | +15  |                                   |
| 6    | Granada C. F.              | 58   | 38 | 15 | 13 | 10 | 51 | 35 | +16  |                                   |
| 7    | Cádiz C. F.                | 57   | 38 | 16 | 9  | 13 | 52 | 39 | +13  |                                   |
| 8    | C. D. Mensajero            | 54   | 38 | 13 | 15 | 10 | 45 | 43 | +2   |                                   |
| 9    | Sevilla F. C. "B"          | 52   | 38 | 14 | 10 | 14 | 52 | 48 | +4   |                                   |
| 10   | U. D. Gáldar               | 51   | 38 | 13 | 12 | 13 | 50 | 46 | +4   |                                   |
| 11   | U. D. Melilla              | 51   | 38 | 14 | 9  | 15 | 32 | 35 | −3   |                                   |
| 12   | C. P. Cacereño             | 49   | 38 | 11 | 16 | 11 | 47 | 44 | +3   |                                   |
| 13   | U. D. San Pedro            | 48   | 38 | 13 | 9  | 16 | 34 | 42 | −8   |                                   |
| 14   | Real Betis "B"             | 47   | 38 | 12 | 11 | 15 | 39 | 43 | −4   |                                   |
| 15   | Guadix C. F.               | 45   | 38 | 10 | 15 | 13 | 25 | 35 | −10  |                                   |
| 16   | Polideportivo Almería      | 45   | 38 | 12 | 9  | 17 | 33 | 39 | −6   | Acceso a Promoción de permanencia |
| 17   | Polideportivo Ejido (D)    | 44   | 38 | 10 | 14 | 14 | 33 | 40 | −7   | Descenso a Tercera División       |
| 18   | Vélez C. F. (D)            | 36   | 38 | 8  | 12 | 18 | 44 | 69 | −25  | Descenso a Tercera División       |
| 19   | U. D. Realejos (D)         | 36   | 38 | 10 | 6  | 22 | 27 | 63 | −36  | Descenso a Tercera División       |
| 20   | Atlético Marbella (D)      | 27   | 38 | 5  | 12 | 21 | 23 | 57 | −34  | Descenso a Tercera División       |

 Fuente: BDFutbol
Criterios de clasificación: Puntos · Enfrentamientos directos · Diferencia de goles · Goles a favor · Play-off

#### Resultados
| Local \ Visitante          | BET | CAC | CAD | COR | GAL | GRA | GUA | JAE | MAL | MAR | MEL | MEN | POA | POE | REA | REC | SAP | SEV | VEL | XER |
| -------------------------- | --- | --- | --- | --- | --- | --- | --- | --- | --- | --- | --- | --- | --- | --- | --- | --- | --- | --- | --- | --- |
| Real Betis "B"             | —   | 2–0 | 3–1 | 1–3 | 3–2 | 1–2 | 3–0 | 0–2 | 0–0 | 2–0 | 1–3 | 1–1 | 0–0 | 0–0 | 0–1 | 2–1 | 0–1 | 3–1 | 3–3 | 1–1 |
| C. P. Cacereño             | 0–0 | —   | 1–1 | 0–2 | 2–1 | 0–3 | 0–0 | 1–1 | 1–1 | 2–1 | 3–0 | 3–1 | 1–0 | 1–0 | 5–1 | 2–2 | 1–1 | 2–2 | 2–4 | 3–0 |
| Cádiz C. F.                | 3–1 | 1–0 | —   | 1–0 | 3–3 | 0–1 | 0–1 | 1–1 | 5–1 | 0–1 | 0–1 | 4–0 | 1–0 | 0–0 | 2–0 | 2–1 | 4–1 | 3–1 | 1–0 | 0–2 |
| Córdoba C. F.              | 3–2 | 2–1 | 1–1 | —   | 4–2 | 0–3 | 2–0 | 1–0 | 1–0 | 3–0 | 1–0 | 2–2 | 3–0 | 1–2 | 0–1 | 1–2 | 3–0 | 2–3 | 2–1 | 1–0 |
| U. D. Gáldar               | 2–0 | 2–0 | 1–0 | 1–3 | —   | 1–2 | 0–0 | 3–1 | 0–0 | 3–1 | 2–0 | 1–1 | 2–2 | 1–1 | 0–0 | 0–1 | 2–1 | 2–2 | 5–2 | 2–0 |
| Granada C. F.              | 1–0 | 2–0 | 0–0 | 1–1 | 2–1 | —   | 0–0 | 0–1 | 1–1 | 2–0 | 2–1 | 1–2 | 0–1 | 1–1 | 3–0 | 0–1 | 1–1 | 2–0 | 5–1 | 1–1 |
| Guadix C. F.               | 0–0 | 1–1 | 4–1 | 0–1 | 1–0 | 0–0 | —   | 0–0 | 1–1 | 3–0 | 0–0 | 0–0 | 1–0 | 1–0 | 2–0 | 1–1 | 2–1 | 0–1 | 0–0 | 0–2 |
| Real Jaén C. F.            | 1–0 | 0–0 | 1–0 | 0–1 | 2–0 | 3–1 | 0–0 | —   | 1–0 | 3–0 | 0–0 | 2–2 | 1–1 | 1–0 | 4–0 | 1–0 | 1–0 | 2–0 | 1–1 | 1–2 |
| Málaga C. F.               | 2–0 | 0–0 | 1–2 | 2–3 | 4–0 | 0–0 | 2–0 | 2–1 | —   | 3–0 | 2–2 | 2–0 | 0–0 | 0–0 | 1–0 | 1–0 | 2–0 | 2–1 | 1–0 | 2–0 |
| Atlético Marbella          | 1–1 | 1–1 | 1–4 | 2–2 | 0–1 | 2–2 | 0–0 | 2–0 | 0–3 | —   | 1–0 | 1–0 | 0–2 | 1–2 | 0–1 | 0–0 | 1–1 | 3–3 | 1–0 | 1–2 |
| U. D. Melilla              | 0–0 | 1–0 | 3–0 | 1–2 | 2–1 | 1–1 | 1–0 | 1–0 | 2–0 | 2–0 | —   | 0–0 | 0–1 | 1–0 | 1–0 | 1–2 | 0–2 | 0–2 | 0–0 | 1–1 |
| C. D. Mensajero            | 1–0 | 1–1 | 3–2 | 1–1 | 1–0 | 0–2 | 3–1 | 0–0 | 1–0 | 2–0 | 1–0 | —   | 2–0 | 0–1 | 1–1 | 1–4 | 1–0 | 4–0 | 1–2 | 1–3 |
| Polideportivo Almería      | 1–2 | 2–0 | 0–2 | 0–2 | 0–2 | 2–0 | 1–2 | 1–1 | 0–0 | 1–0 | 0–1 | 0–3 | —   | 1–1 | 2–0 | 0–0 | 3–1 | 1–0 | 4–0 | 1–2 |
| Polideportivo Ejido        | 1–1 | 1–3 | 0–0 | 1–0 | 1–1 | 1–1 | 3–0 | 0–2 | 1–2 | 2–1 | 0–1 | 0–0 | 1–1 | —   | 1–0 | 1–0 | 0–1 | 1–1 | 3–1 | 0–3 |
| U. D. Realejos             | 2–0 | 1–3 | 0–4 | 0–2 | 1–3 | 2–1 | 4–0 | 1–4 | 0–1 | 0–0 | 0–0 | 1–0 | 0–1 | 1–0 | —   | 3–0 | 1–1 | 0–2 | 3–1 | 0–0 |
| R. C. Recreativo de Huelva | 2–0 | 2–2 | 1–2 | 1–0 | 1–0 | 2–0 | 2–0 | 0–0 | 2–2 | 1–0 | 1–0 | 2–2 | 1–0 | 2–2 | 2–0 | —   | 3–0 | 0–0 | 3–0 | 1–2 |
| U. D. San Pedro            | 0–1 | 1–1 | 1–1 | 1–0 | 0–1 | 1–0 | 2–0 | 4–0 | 1–0 | 1–1 | 2–0 | 1–1 | 1–0 | 0–1 | 1–0 | 1–1 | —   | 1–0 | 3–0 | 0–1 |
| Sevilla F. C. "B"          | 0–1 | 0–1 | 0–0 | 3–2 | 1–1 | 2–1 | 0–2 | 1–2 | 0–0 | 2–0 | 3–1 | 1–1 | 1–3 | 4–1 | 4–0 | 2–0 | 4–0 | —   | 2–0 | 0–4 |
| Vélez C. F.                | 0–2 | 2–2 | 2–0 | 1–3 | 0–0 | 2–2 | 2–1 | 0–3 | 0–0 | 0–0 | 1–3 | 3–3 | 2–0 | 3–2 | 5–2 | 0–0 | 3–0 | 0–3 | —   | 1–2 |
| Xerez C. D.                | 1–2 | 1–0 | 1–0 | 1–0 | 1–1 | 1–4 | 1–1 | 1–3 | 1–1 | 0–0 | 3–1 | 0–1 | 3–1 | 2–1 | 6–0 | 1–2 | 1–0 | 0–0 | 1–1 | —   |

## Promoción de ascenso a Segunda División
- Se clasifican los siguientes equipos a la promoción de ascenso:

| Pos                                              | Grupo I                       | Grupo II              | Grupo III              | Grupo IV             |
| ------------------------------------------------ | ----------------------------- | --------------------- | ---------------------- | -------------------- |
| 1º                                               | Real Sporting de Gijón "B"    | CD Aurrerá de Vitoria | Gimnàstic de Tarragona | Córdoba CF           |
| 2º                                               | Talavera CF                   | CD Numancia           | Elche CF               | Xerez CD             |
| 3º                                               | CD Manchego                   | Barakaldo CF          | UDA Gramenet           | Real Jaén CF         |
| 4º                                               | RC Deportivo de La Coruña "B" | SD Lemona             | UE Figueres            | Recreativo de Huelva |
| En negrita equipos que suben a Segunda División. |                               |                       |                        |                      |

## Promoción de permanencia
- Se clasifican los siguientes equipos a la promoción de permanencia:

| Getafe CF                                           | SD Huesca | AD Mar Menor | Polideportivo Almería |
| En negrita equipo que desciende a Tercera División. |           |              |                       |

## Resumen
Ascienden a Segunda división:
| - Elche Club de Fútbol | - Real Jaén Club de Fútbol | - Club Deportivo Numancia | - Xerez Club Deportivo |

Descienden a Tercera división: 
| Grupo I - Real Madrid Club de Fútbol "C" - Aranjuez Club de Fútbol - Club Deportivo Colonia Moscardó - Real Club Celta de Vigo "B" - Club Marino de Luanco | Grupo II - Sociedad Deportiva Huesca - Real Sociedad de Fútbol "B" - Zamudio Sociedad Deportiva - Zalla Unión Club - Club Deportivo Logroñés "B" | Grupo III - Agrupació Esportiva i Cultural Manlleu - Benidorm Club Deportivo - Unió Esportiva Sant Andreu - Club de Fútbol Llíria | Grupo IV - Club Polideportivo Ejido - Vélez Club de Fútbol - Unión Deportiva Realejos - Club Atlético Marbella |

Campeones de Segunda División B (título honorífico y en trofeo que no garantiza el ascenso):
| - Real Sporting de Gijón "B" | - Club Deportivo Aurrerá de Vitoria | - Club Gimnàstic de Tarragona | - Córdoba Club de Fútbol |

## Copa del Rey
Los cuatro primeros clasificados de cada grupo, exceptuando a los filiales, se clasifican para la siguiente edición de la Copa del Rey.